# Att skiljas
Att skiljas är en svensk dokumentärfilm från 2014 i regi av Karin Ekberg. Filmen handlar om regissörens föräldrars skilsmässa.
Filmen producerades av David Herdies för produktionsbolaget Momento Film AB och distribueras av Folkets Bio AB. Den fotades av Ekberg och Erik Lindeberg och hade premiär den 7 mars 2014. Den har den engelska titeln A Separation.
Att skiljas hade internationell premiär på CPH DOX i november 2013 och var öppningsfilm på Tempo dokumentärfestival 2014. Svensk biopremiär var den 7 mars 2014. Filmen har visats i tävlan på Thessaloniki dokumentärfestival, Krakow filmfestival och var nominerad för Nordic Documentary Film Award på Nordisk Panorama 2014, vann sedan Bästa nordiska dokumentär på Nordisk Dok i Norge i maj samma år och i september 2014 The Invisible Camera Award på BIDFF i Budapest. 
Filmen visades på SVT hösten 2014 i en kortad 58-minutersversion och finns på DVD genom Folkets Bio. 2015 visades filmen på norsk tv NRK och blev nominerad för både Prix Europa Iris på Prix Europa och Bästa Dokumentär på Kristallen.

## Handling
Efter 38 år tillsammans bestämmer sig Karin Ekbergs föräldrar plötsligt för att skiljas. Det råder en spänd stämning när de möts på helgerna i huset för att dela upp alla saker. Modern har redan påbörjat ett nytt liv och flyttat till en lägenhet. Hon dansar med en osynlig kavaljer. Fadern är kvar i huset och fastnar i gamla minnen. Det faktum att han måste flytta från huset sätter dock saker i rörelse och mindre än ett år senare tar även hans liv en ny riktning.

## Medverkande
- Lena Ekberg
- Kjell Pettersson